# آب بارة (مقاطعة ديواندرة)
آب‌بارة (بالفارسية: آب‌باره) هي مستوطنة تقع في قسم تشهل تششمه الريفي (مقاطعة ديواندرة) في إيران. يقدر عدد سكانها بـ 220 نسمة .